# 赵炳文
趙炳文（英語：：1888年11月11日—1980年5月6日），是天主教西班牙籍總主教及多明我會會士。曾任福州總教區總主教及福寧教區主教。

## 生平
1888年11月11日，趙炳文出生在西班牙卡斯蒂利亞-萊昂的布埃納維斯塔德瓦爾達維亞。1906年12月10日入多明我會玫瑰省初學院。1911年赴美國路易安那州讀神學。1914年前往馬尼拉聖多瑪斯大學。
1914年10月2日，25歲在馬尼拉聖道明堂晉鐸。1915年7月28日赴中國福州傳教。任教于揚光中學。於1926年5月18日，37歲的趙炳文獲時任教宗庇護十一世任命為福寧宗座代牧區首任宗座代牧，領銜Fussala教區 。同年10月24日，由福州總教區宋金鈴總主教祝晉牧，並在同年11月18日在就職 。1932年，他在寧德三都澳創立中華道明修女會。
1946年10月11日，羅馬教廷在中國建立聖統制，福寧宗座代牧區升格為福寧教區，趙炳文留任成為首任主教。1946年6月13日，兼任福州教區總主教。1951年6月23日被捕。同年11月1日被驅逐出境，到香港。1952年返回西班牙。1974年赴臺灣斗南養老。1980年5月6日，趙炳文在斗南去世，年91歲。